# Jan Wieczorek
Jan Walenty Wieczorek (8. února 1935 Bodzanowice, Německo – 13. září 2023) byl polský magistr teologie, římskokatolický kněz a 1. biskup diecéze gliwické
Na kněze byl vysvěcen 22. června 1958 v Opolí. Biskupem byl jmenován 12. června 1981 a vysvěcen 16. srpna téhož roku arcibiskupem Alfonsem Nossolem. Byl titulární biskup z Thimida Regia (Thimidorum Regiorum) a v letech 1981–1992 působil jako pomocný biskup v diecézi opolské. Od zřízení diecéze gliwické 25. března 1992 působil jako její první diecézní biskup; úvodní bohoslužbu vedl v gliwické katedrále 25. května. Jako biskupské heslo si zvolil Servire populo (Sloužit lidu).
Biskup Wieczorek rezignoval po dosažení kanonického věku 75 let, byl však papežem Benediktem XVI. požádán o setrvání v úřadu. Novou rezignaci papež přijal a 29. prosince 2011 biskupa Wieczorka zprostil funkce; jeho nástupcem ve vedení gliwické diecéze se stal Jan Kopiec.